# Muzafer Korkuti
Muzafer Korkuti (17 de mayo de  1936) es un arqueólogo y prehistoriador albanés. Es considerado un experto en prehistoria de Albania. Korkuti fue el director del Instituto de Arqueología en el centro de estudios albaneses de Tirana desde 1998 al 2005 y actualmente es Presidente de la Academia de Ciencias de Albania. También es miembro del Instituto Arqueológico Alemán.

## Biografía
Nació en Fterrë (distrito de Sarandë), al sur de Albania. Korkuti estudió historia en la Universidad de Tirana en 1957-62 y se especializó en arqueología en China. En 1966 participó en las excavaciones de Maliq en el condado de Korçë. De 1991 a 1996 codirigió con Karl Petruso de la Universidad de Texas, un proyecto colaborativo en Konispol.